# Suka Jadi (Wih Pesam)
Suka Jadi is een bestuurslaag in het regentschap Bener Meriah van de provincie Atjeh, Indonesië. Suka Jadi telt 559 inwoners (volkstelling 2010).